# Никола Мушанов (булевард в София)
„Никола Мушанов“ е булевард в София. Наречен е на българския политик и министър-председател Никола Мушанов.
Простира се между ул. „Житница“ на юг, южно от която се нарича бул. „Овча купел“, и бул. „Възкресение“ на север.

## Обекти
На бул. „Никола Мушанов“ или в неговия район се намират следните обекти (от юг на север):
- Владайска река (по протежението на булеварда)
- Централна лаборатория по карантина на растенията
- Регионална служба за растителна защита
- ПГ по битова и електротранспортна техника
- 92 ОУ „Димитър Талев“
- 3 РСПБС
- 54 ОДЗ „Дъга“
- 140 ДГ „Тинтява“
- Спортна зала „Септември“
- Стадион „Септември“